# ジャクソン・エヴァース国際空港
ジャクソン・エヴァース国際空港（英: Jackson-Evers International Airport）は、アメリカ合衆国ミシシッピ州の州都、ジャクソンにある国際空港。市の中心部から東へ10Kmに位置する。
空港名は、ミシシッピ州全米黒人地位向上協会代表であったメドガー・エヴァースに因んでいる。

## 概要
ジャクソン市はミシシッピ州の州都で最大の都市である。人口は約15万人である。エヴァース空港は州内最大の空港である。敷地面積は1368haで旅客ターミナルは2本の滑走路の間にある。

## 就航路線
- サウスウエスト航空：ボルチモア、シカゴ（ミッドウェー）、オーランド、ヒューストン（ホビー）
- アメリカン・イーグル：ダラス、ワシントン
- デルタ航空：アトランタ
- デルタ・コネクション：アトランタ
- ユナイテッド・エクスプレス：ヒューストン